# Zolniansky lahar
Zolniansky lahar je přírodní památka v oblasti Poľana.
Nachází se v katastrálním území města Zvolen v okrese Zvolen v Banskobystrickém kraji. Území bylo vyhlášeno či novelizováno v roce 2000 na rozloze 0,3242 ha. Ochranné pásmo nebylo stanoveno.